# Esteve Visconti

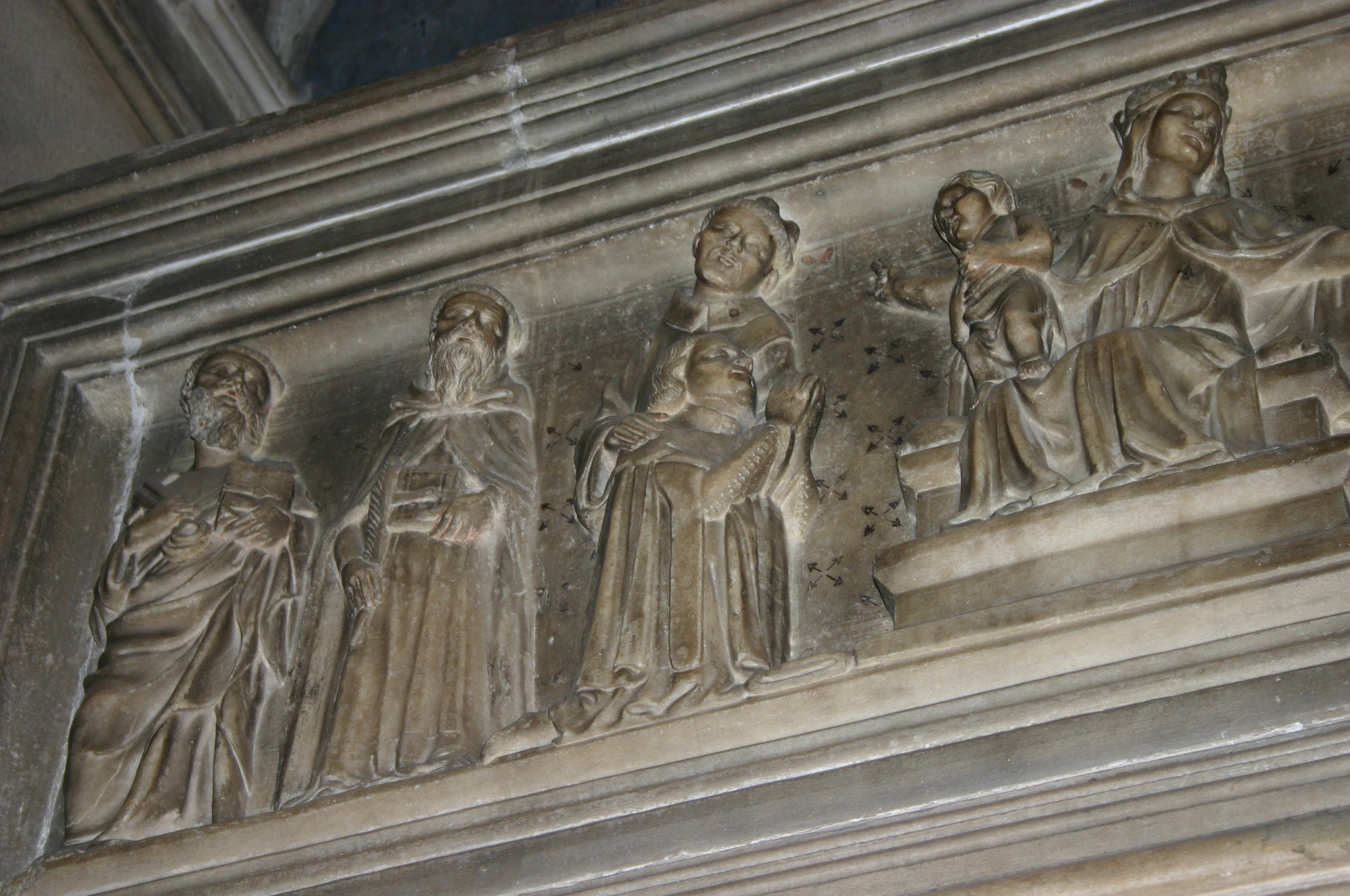
Al centre de la imatge Esteve Visconti (agenollat) en el seu sepulcre

Esteve Visconti - Stefano Visconti (italià) (? - Milà, Senyoriu de Milà, 4 de juliol de 1327) fou un noble italià fill de Mateu I Visconti i Bonacosa Borri. Fou net per línia paterna de Teobald Visconti i Anastasia Pirovano, i germà de Galeàs I Visconti, Lluc Visconti i Joan Visconti. Es casà el 1318 amb Valentina Doria, filla de Bernabé Doria de Sassello i Eliana Fieschi de Lavagna. D'aquesta unió en nasqueren: 
- Grandiana Detta Diana Visconti (c. 1318 -?), Casada entre 1332 i 1335 amb Ramon de Vilaragut, baró de Tripi i senyor de la Alcaissia, de Sollana i de Trullars, capità-general i almirall de l'Armada del Regne de Sicília, Donzell de València, etc.

- Mateu II Visconti (1319-1355), senyor de Milà
- Galeàs II Visconti (1320-1378), senyor de Milà
- Bernabé Visconti (1323-1385), senyor de Milà

Nomenat el 1325 senyor d'Arona, morí el 1327 a la ciutat de Milà. Les seves restes mortals descansen a l'església de Sant'Eustorgio des de 1359.